# Captain Midnight (Fernsehserie)
Captain Midnight ist eine US-amerikanische Abenteuer-Fernsehserie mit Science-Fiction-Elementen, die von 1954 bis 1956 produziert und bei CBS ausgestrahlt wurde. Für die Syndication musste die Serie aus juristischen Gründen (siehe den Abschnitt Produktionsgeschichte) später in Jet Jackson, Flying Commando umbenannt werden. Die Serie geht zurück auf die Figur des Superhelden Captain Midnight, der erstmals 1938 in einer Hörspielserie auftrat.

## Handlung
Intro auf Vorspannstandbild:
On a mountaintop, high above a large city, stands the headquarters of a man devoted to the cause of freedom and justice … a war hero who has never stopped fighting against his countrie´s enemies … a private citizen who is dedicating his life to the struggle against evil men everywhere …
(Auf einer Bergspitze hoch über einer großen Stadt befindet sich das Hauptquartier eines Mannes, der sich für Freiheit und Gerechtigkeit einsetzt … ein Kriegsheld, der nie aufgehört hat, gegen die Feinde seines Landes zu kämpfen … ein Bürger, der sein Leben dem Kampf gegen Bösewichter, wo auch immer sie sich befinden mögen, gewidmet hat …)
Captain Midnight, Sergeant „Icky“ Mudd (Midnights sidekick) und Dr. Jones sind Mitglieder der Secret Squadron (Deutsch: Geheim-Schwadron); einer privaten Organisation, die in der Nahzukunft in Zusammenarbeit mit der US-Regierung die USA und ihre Verbündeten der freien Welt vor Gangstern und anderen Bösewichtern beschützt. Daher sind Midnight und „Icky“ oft im Ausland tätig, wo auch Geheimagenten der Organisation operieren, die mit einer Art Fernsehtelefon jederzeit Kontakt zur Zentrale in den USA aufnehmen können. Für ihre Reisen und Einsätze benutzen Midnight und „Icky“ den Silver Dart (Silberpfeil), ein Raketenflugzeug.
In mindestens zwei Episoden wird die Atomkraft thematisiert. In Mission to Mexico verhindern Midnight und „Icky“ in Zusammenarbeit mit der mexikanischen Polizei, dass uranhaltiges Material in Form von Tontöpfen von einem Frachtschiff außer Landes geschmuggelt werden kann, um von einer fremden Macht missbraucht zu werden. In Isle of Mystery schalten sie einen amerikanischen Verbrecher aus, der auf einer Südseeinsel eine Alleinherrschaft errichten will. Diese Insel ist jedoch als Testgelände für amerikanische Wasserstoffbomben vorgesehen, so dass die Bevölkerung evakuiert werden muss. Dank dem Eingreifen der beiden Helden können die Inselbewohner evakuiert und die Bombe abgeworfen werden.

## Produktionsgeschichte
Die Figur Captain Midnight geht zurück auf die gleichnamige, von 1938 bis 1949 produzierte Hörspielserie, die bereits 1942 in dem gleichnamigen 15-teiligen Serial verfilmt worden war. Während der originale Captain Midnight des Hörspiels ein amerikanischer Fliegerveteran des Ersten Weltkriegs war, war der Charakter der Fernsehserie, dargestellt von Richard Webb, ein Veteran des Zweiten Weltkriegs und des Koreakriegs.

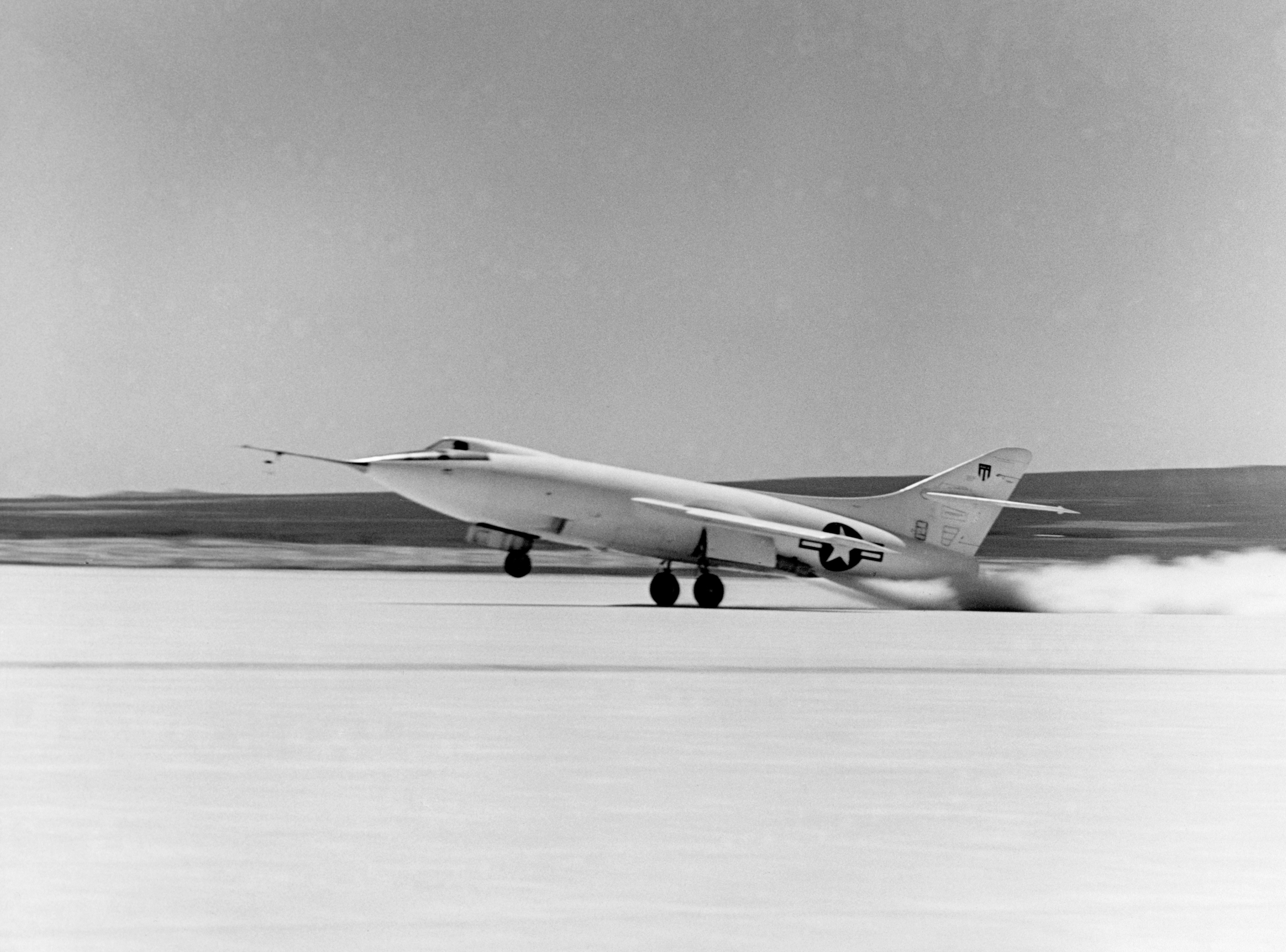
Die Douglas D-558-II Skyrocket

Die Serie war optisch und dramaturgisch stark angelehnt an die parallel ausgestrahlten Produktionen Space Patrol und Captain Video and His Video Rangers; von letzterer wurde das Vorspannstandbild original übernommen und lediglich mit einem neuen Intro versehen. Als Drehort für die Außenaufnahmen diente die Ray Corrigan Ranch in Simi Valley, Kalifornien. Die Serie wurde von Ovomaltine gesponsert; in den Werbepausen treten Midnight und „Icky“ analog zu Captain Buzz Corey und Kadett Happy in Space Patrol in ihrer Flugbekleidung auf. Der Silver Dart war ein Mock-up, angelehnt an die Douglas D-558-II Skyrocket, von der auch Dokumentaraufnahmen benutzt wurden.
Die Zusammenarbeit mit dem Pentagon bzw. der US Army und US Navy gestaltete sich nicht immer einfach. Ein erster Versuch der Produzenten, Dokumentarfilmmaterial zur Verfügung gestellt zu bekommen, scheiterte, da ein verantwortlicher Armeeoffizier die Ansicht vertrat, die Serie würde Jugendlichen ein unrealistisches Bild der Streitkräfte vermitteln. Schließlich gelang es den Produzenten über das Pentagon, sowohl von der Marine als auch der US Air Force Dokumentarfilmmaterial zu erlangen, z. B. aus dem von der Air Force produzierten Farbdokumentarfilm Target Nevada (1951).
Da Ovomaltine die Rechte an der Figur von Captain Midnight besaß, musste die Serie später bei der syndikatisierten Ausstrahlung in Jet Jackson, Flying Commando umbenannt und entsprechende Textstellen synchronisiert werden.

## Überlieferung
- Die Serie ist vollständig auf DVD ediert, die Episode „Mission to Mexiko“ ist im Internet Archive frei zugänglich.

## Trivia
- Nach einem Bericht der Los Angeles Times wurden 1986 Requisiten der Serie dem National Air and Space Museum übergeben.